# جهیزیه
جهیزیه یا جهاز به اسباب و لوازم منزلی گفته می‌شود که زوجین قبل از عروسی می‌بایست جهت شروع زندگی مشترک تدارک ببینند مانند تلویزیون، اجاق گاز، فرش، یخچال و غیره.

## در ایران
جهاز یا جهیزیه در ایران معمولاً شامل سرویس کامل اثاثیه مورد نیاز برای یک زندگی دو یا سه نفره است. رسم تهیه جهاز قدمت بسیار زیاد دارد.

## دراسلام
بر مرد واجب است اثاث مورد نیاز زندگی را برای همسرش فراهم کند و تأمین آن بر زن واجب نیست.
جهیزیه به اسباب و اثاثیه‌ای گفته می‌شود که عروس برای زندگی مشترک به خانه شوهر می‌برد و در ملکیت زن باقی می‌ماند. با این حال بنابر فقه شیعه، بر مرد واجب است که اثاث مورد نیاز زندگی را برای همسرش فراهم کند و تأمین آن بر زن واجب نیست.
هرگاه زن و شوهر در ملکیت اثاث منزل با یکدیگر اختلاف کنند، قول کسی که برای ادعای خود شاهد می‌آورد پذیرفته می‌شود و با عدم وجود شاهد، بنابر نظر مشهور، اثاث زنانه برای زن و وسایل مردانه برای مرد و لوازم مشترک، بین آن دو تقسیم می‌شود.
جهیزیه اگر در شأن زن باشد، خمس ندارد.

## اجزای تشکیل‌دهندهٔ جهیزیه
اثاثی نظیر یک جلد قرآن، رحل قرآن، آینه و شمعدان، تخت خواب دونفره، میز آرایش، کمد لباس شخصی، چرخ گوشت، لحاف و پتو، ملحفه، روبالشتی، کتری و قوری، تلویزیون، یخچال و... برخی از اجزای تشکیل‌دهندهٔ جهیزیه هستند.
در ایران، تهیهٔ جهیزیه، برعهدهٔ زن می‌باشد؛ اما در برخی شهرها به اقتضای نوع فرهنگ مختلف، مرد موظّف به تهیهٔ این اثبات می‌باشد.